# سعد حریری
سعد حریری با نام کامل سعدالدین رفیق حریری (زادهٔ ۱۸ آوریل ۱۹۷۰) سیاستمدار لبنانی و دومین پسر رفیق حریری است که از نوامبر ۲۰۰۹ تا ژانویه ۲۰۱۱ و دسامبر ۲۰۱۶ تا ژانویه ۲۰۲۰ و از سپتامبر سال ۲۰۲۰ برای سومین بار به عنوان نخست‌وزیر مأمور تشکیل کابینه  لبنان شد. حریری رهبر جریان مستقبل و قویترین چهره ائتلاف ۱۴ مارس است.
سعد حریری پس از سه سال زندگی در خارج کشور به صورت غیر علنی به لبنان برگشت و در ۳ نوامبر ۲۰۱۶ نخست‌وزیر شد؛ ولی در ۴ نوامبر ۲۰۱۷ پس از یکسال نخست‌وزیری به‌طور غیرمنتظره، در عربستان سعودی و با انتقاد از ایران استعفا کرد. او از حزب‌الله لبنان و سیاست‌های ایران در منطقه انتقاد کرده و ادعا کرد که جانش در خطر است. در پی این ادعا، فرماندهی ارتش لبنان با صدور بیانیه‌ای اعلام کرد هیچ سوءقصدی به جان «سعد الحریری» نخست‌وزیر مستعفی این کشور وجود نداشته‌است. وزارت امور خارجه ایران اتهامات حریری علیه ایران و خواندن متن استعفا در عربستان سعودی را بازی کردن در زمین دیگران دانست. حریری حدود دو هفته در عربستان ماند و بیش از دو هفته خارج از لبنان به سر برد تا اینکه با میانجی‌گری فرانسه به لبنان بازگشت. تأخیر حریری در بازگشت به لبنان انتقادهای بسیاری را متوجه عربستان سعودی کرد تا جایی که میشل عون، رئیس‌جمهور لبنان، عربستان را متهم کرد که حریری را به گروگان گرفته‌است. حریری سرانجام در ۲۱ نوامبر ۲۰۱۷ یعنی ۱۸ روز پس از اعلام استعفای خود در حالی که دو فرزندش همچنان در عربستان بودند به لبنان بازگشت.

## آغاز زندگی
سعد حریری ۱۸ آوریل ۱۹۷۰ در ریاض عربستان زاده شد. او پسر رفیق حریری و همسرش نضال بستانی (اهل عراق) است. زبان مادری او عربی است؛ ولی به زبان‌های انگلیسی و فرانسوی نیز صحبت می‌کند. او در سال ۱۹۹۲ از مدرسه بازرگانی دونو در دانشگاه جرج‌تاون با مدرک مدیریت بازرگانی فارغ‌التحصیل شد. سپس به عربستان سعودی بازگشت و در آنجا بخشی از کارهای بازرگانی پدرش در ریاض را تا هنگام ترور پدرش در سال ۲۰۰۵ مدیریت کرد.

## کار بازرگانی
پیش از ورود به سیاست، حریری به عنوان رئیس کمیته اجرایی شرکت 'أوجیه تیلیکوم' خدمت کرد که منافع مخابرات در خاورمیانه و آفریقا را دنبال می‌کرد. علاوه بر این، حریری رئیس شرکت أمنیتی القابضة و عضو هیئت مدیره أوجر إنترناسیونال إنترپرس دی ترافوس إنترناتیونوکس و شرکت اوجیه عربستان و بانک سرمایه‌گذاری عربستان، گروه پژوهش و بازاریابی عربستان سعودی و تلویزیون مستقبل بود.

## زندگی سیاسی
در تاریخ ۲۰ آوریل ۲۰۰۵ خانواده حریری اعلام کرد که سعد حریری، رهبری جریان مستقبل را به‌دست می‌گیرد. جریان مستقبل، یک جنبش اساساً سنی است که توسط پدر او ایجاد و هدایت شد. او همچنین رهبر ائتلاف ۱۴ مارس است. در سال ۲۰۰۹ ائتلاف ۱۴ مارس با به‌دست آوردن اکثریت کرسی‌های پارلمانی لبنان، پیروز انتخابات شد. در پی این پیروزی، میشل عون، رئیس‌جمهوری لبنان، سعد حریری را به عنوان نخست‌وزیر معرفی کرد.

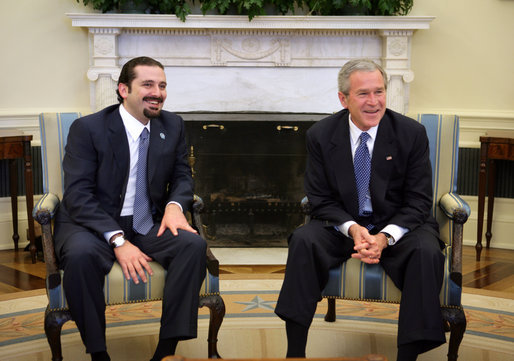
دیدار با جرج دابلیو بوش (۲۷ ژانویه ۲۰۰۶)

## سقوط دولت (۲۰۱۱)
در ۱۲ ژانویه ۲۰۱۱ دقایقی پس از این که حریری عکسی با رئیس‌جمهور ایالات متحده آمریکا باراک اوباما در کاخ سفید گرفت، رهبران احزاب از کابینه دولت اتحاد او در اعتراض به ناتوانی دولت در تصمیم‌گیری قاطع، استعفا داده و موجب سقوط آن شدند. کنار کشیدن حزب‌الله و متحدان آن به خاطر تنش‌های برآمده از بررسی‌ها دربارهٔ قتل رفیق حریری بود. عوامل حزب‌الله متهم به قتل رفیق حریری بودند. سعد حریری برای ۴ ماه به عنوان نخست‌وزیر موقت ادامه داد. دولت تازه لبنان در ۱۳ ژوئن ۲۰۱۱ به ریاست نجیب میقاتی تشکیل شد. میقاتی دولت ائتلافی ۸ مارس را تشکیل داد.

## حکم جلب سوریه
در ۱۲ دسامبر ۲۰۱۲ سوریه یک حکم جلب برای دستگیری سه نفر: سعد حریری، عقاب صقر، معاون جریان مستقبل، و لؤی المقداد، مقام ارتش آزاد سوریه به اتهام تسلیح و پشتیبانی مالی برای گروه‌های اپوزیسیون در جنگ داخلی سوریه صادر کرد. حریری در پاسخ به آن، در یک بیانیه، بشار اسد را یک هیولا نامید.

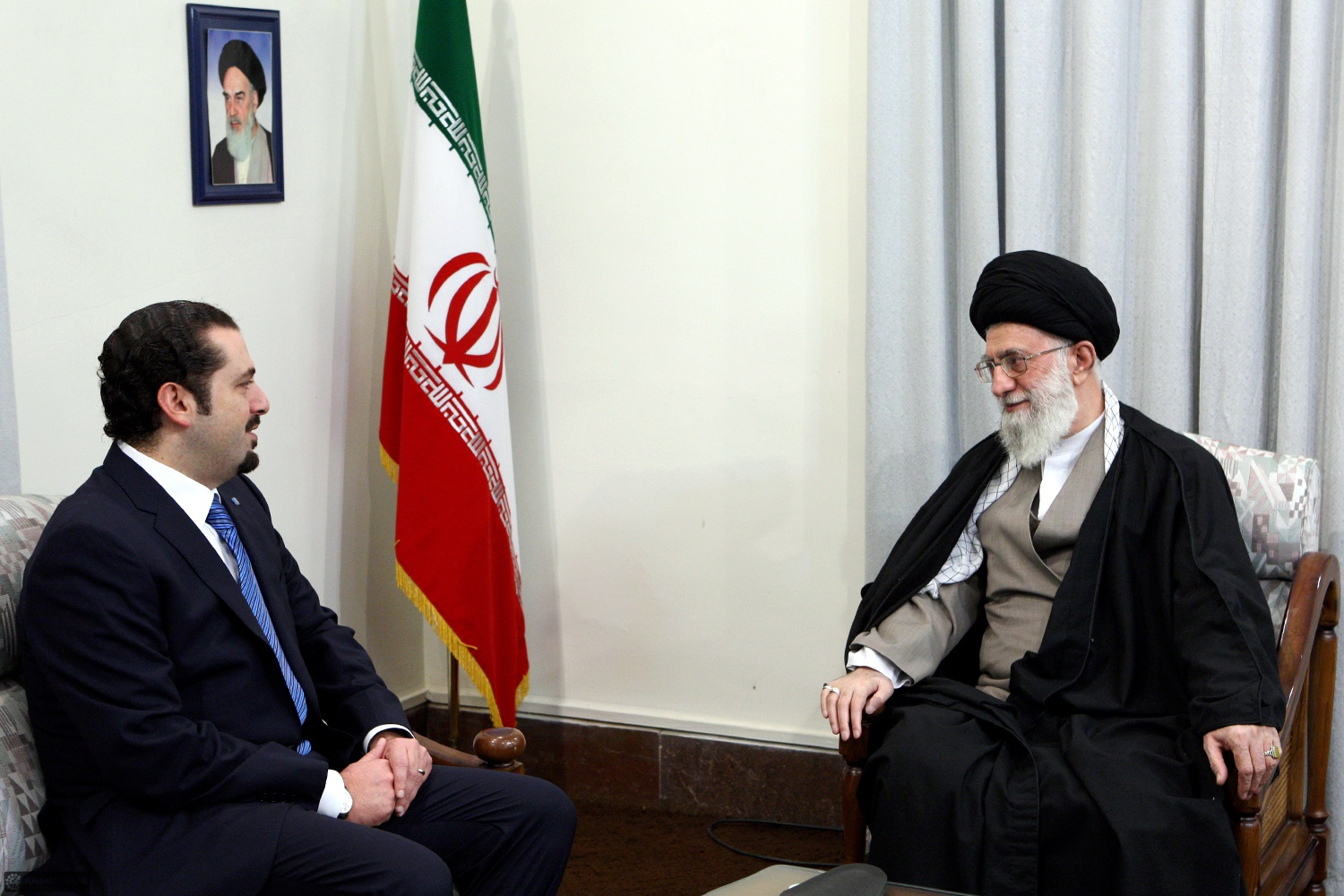
دیدار با سید علی خامنه‌ای (۲۹ نوامبر ۲۰۱۰)

## دوره دوم (۲۰۱۷)
پس از گذشت بیش از دو سال از بن‌بست در گزینش رئیس‌جمهور، میشل عون ۸ از دولت ائتلافی مارس برگزیده شد. کمی بعد، عون حکم انتصاب حریری را برای دومین‌بار به عنوان نخست‌وزیر امضا کرد. سعد حریری از ۳ نوامبر ۲۰۱۶ تا ۴ نوامبر ۲۰۱۷ در جایگاه نخست‌وزیری به کار خود ادامه داد. حریری ۴ نوامبر ۲۰۱۷ در حالی که در سفری به عربستان، در اقدامی پیش‌بینی‌نشده، در ریاض از نخست‌وزیری لبنان اعلام استعفا کرد.

## استعفا از نخست‌وزیری
سعد حریری نخست‌وزیر لبنان روز شنبه ۴ نوامبر ۲۰۱۷ در حالی که در مسافرت به عربستان سعودی در ریاض به سر می‌برد متن استعفانامه خود را در کانال تلویزیونی العربیه عربستان سعودی و به صورت ضبط شده خواند. او در استعفانامه خود، ایران و متحدش حزب‌الله را متهم ساخت که لبنان را به گروگان گرفته و این منطقه عربی را بی‌ثبات ساخته‌اند. وی در این سخنرانی خواستار متحد کردن لبنان و آزاد کردن آن از دخالت خارجی شد.
حریری گفت: «می‌خواهم به ایران و پیروانش بگویم که نفوذشان در امور داخلی جهان عرب رو به کاهش است، ملت ما مانند گذشته به پا خواهد خواست و دست‌هایی را که با اهداف شوم به‌سویش دراز شده، قطع خواهد کرد. … این دسیسه‌ها به خود شما بر می‌گردد، شر به خودش بر می‌گردد». او افزود: «شواهدی دربارهٔ آنچه به‌طور پنهانی برای تهدید جان من برنامه‌ریزی می‌شود، دریافت کردم». حریری خود را «سرشار از خوشبینی و امید خواند که لبنان آزاد و مستقل بدون هر گونه دخالت خارجی خواهد شد.»
پس از این سخنان، فرماندهی ارتش لبنان با صدور بیانیه‌ای اعلام کرد هیچ سوءقصدی به جان «سعد الحریری» نخست‌وزیر مستعفی این کشور وجود نداشته‌است. در این بیانیه آمده بود که نتیجه بررسی‌ها و نیز اطلاعات نشان می‌دهند هیچ توطئه‌ای برای انجام ترور در کشور وجود نداشته‌است. وزارت امور خارجه ایران نیز با بی‌پایه خواندن اتهامات حریری علیه ایران و با اشاره به اعلام استعفای او در عربستان سعودی، این کار را بازی کردن در زمین دیگران دانست.

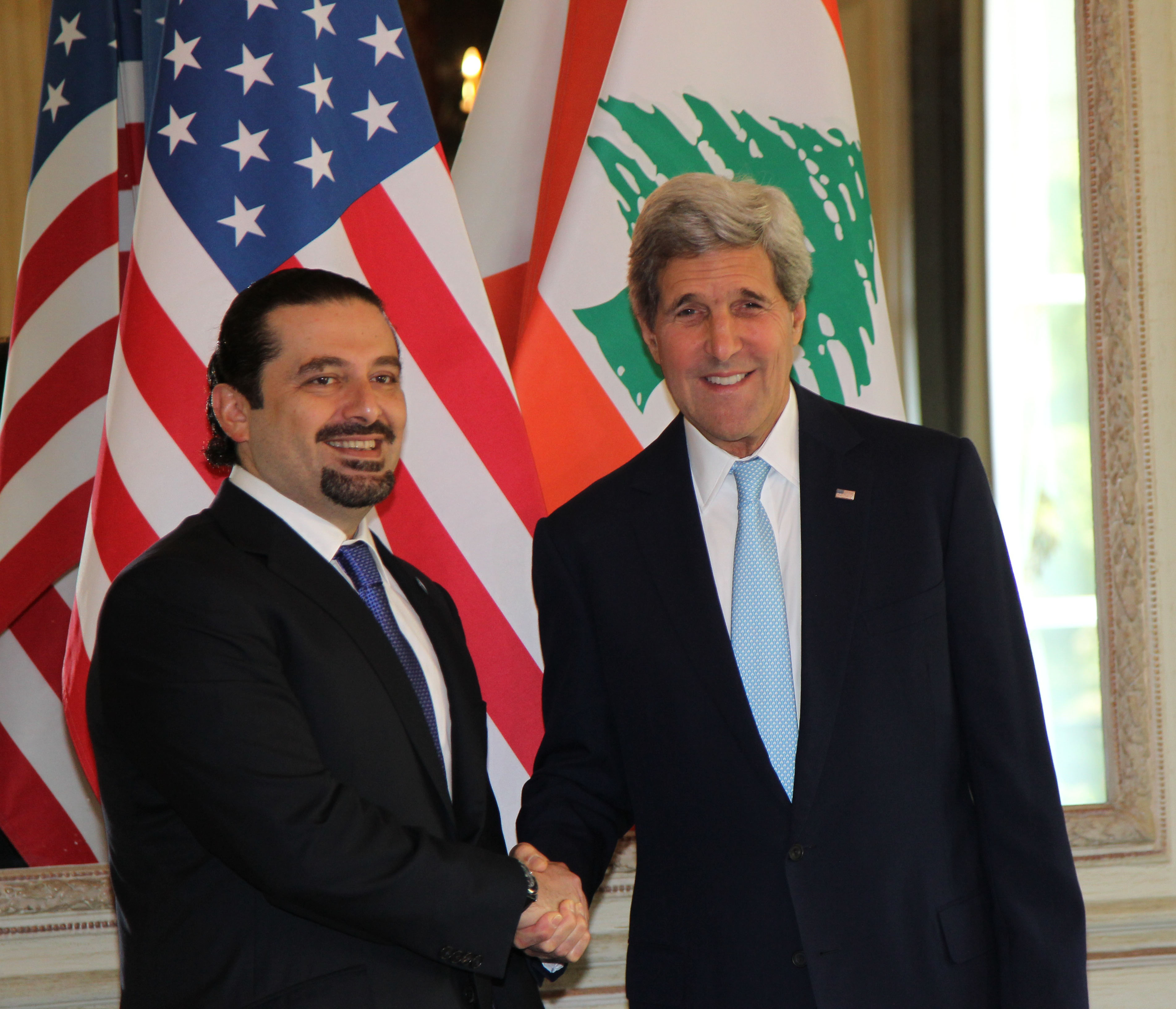
دیدار با جان کری (۲۶ ژوئن ۲۰۱۴)

اعلام استعفای حریری در عربستان سعودی، محتوای متن استعفا، و نیز عدم بازگشت وی به لبنان پس از گذشت چند روز، بسیاری از شخصیت‌های لبنان را به واکنش واداشت. آن‌ها گفتند سعودی‌ها حریری را بازداشت کرده‌اند و این استعفا تحت فشار مقامات سعودی به سعد حریری تحمیل شده‌است. میشل عون، رئیس‌جمهور لبنان، وضعیت حریری در عربستان سعودی را گروگان‌گیری عنوان کرد. شبکه تلویزیونی الحدث به نقل از جبران باسیل، وزیر امور خارجه لبنان گفت دولت این کشور پیش از استعفا در اوج به سر می‌بُرد. به گفته باسیل، گروه‌های بسیاری از توافق رئیس‌جمهور و نخست‌وزیر، ناراضی بودند. روز ۱۰ نوامبر ۲۰۱۷ در حالی که حریری همچنان در عربستان به سر می‌بُرد سید حسن نصرالله، دبیرکل حزب‌الله لبنان، به سرنوشت نامعلوم نخست‌وزیر مستعفی اشاره کرد و گفت که وی در عربستان بازداشت است و از بازگشت وی به لبنان جلوگیری می‌شود. یک روز پس از آن، میشل عون از دولت عربستان خواست تا علل جلوگیری از بازگشت سعد حریری به بیروت را توضیح دهد. نبیه بری، رئیس مجلس لبنان نیز گفت استعفای سعد حریری باید بر پایه یک اقدام قانونی و در چارچوب حاکمیت ملی لبنان صورت گیرد و این استعفا پذیرفته نخواهد شد مگر آنکه در خاک لبنان اعلام شود.
سعد حریری سرانجام ۱۸روز پس از اعلام استعفای خود در عربستان سعودی، در ۲۱ نوامبر به لبنان بازگشت. بر پایه برخی گزارش‌ها دو فرزند وی به بهانه تحصیل همچنان در عربستان ماندند که این امر از سوی برخی ناظران نوعی گروگان‌گیری تعبیر شد.
سعد حریری پس از بازگشت به لبنان اعلام استعفایش را به تعویق انداخت. وی در سخنرانی خود در کاخ ریاست جمهوری این کشور گفت: «امروز استعفایم را به میشل عون رئیس‌جمهوری لبنان تقدیم کردم. میشل عون از من خواست که کمی درنگ کنم تا آن را بررسی کند و من هم خواسته او را پذیرفتم.»

## بازگشت به لبنان
سعد حریری پس از توقف کوتاه خود در قاهره و دیدار و گفتگو با ژنرال عبدالفتاح سیسی رئیس‌جمهور مصر به لبنان بازگشت.

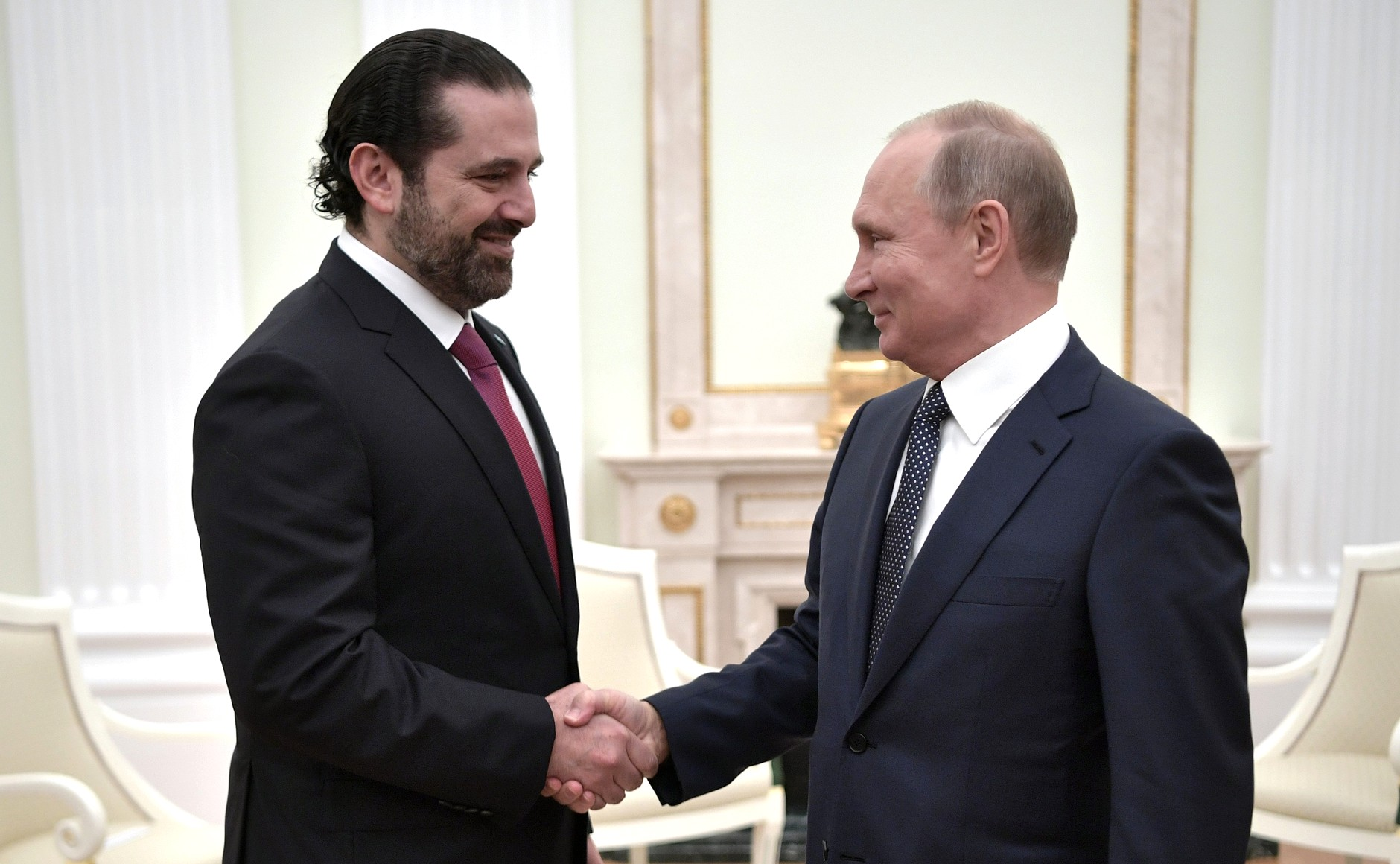
دیدار با ولادیمیر پوتین (۱۳ ژوئن ۲۰۱۸)

## دیدار با دونالد ترامپ
روز سه شنبه ۲۵ ژوئیه ۲۰۱۷، دونالد ترامپ رئیس‌جمهور آمریکا در کاخ سفید میزبان سعد حریری نخست‌وزیر لبنان بود و با وی دیدار کرد. پس از این دیدار دو طرف در یک نشست خبری مشترک شرکت کردند. ترامپ در دیدار گفت: «حزب‌الله با پشتیبانی ایران تهدیدی علیه خاور میانه است. حزب‌الله یک تهدید برای کشور، دولت و مردم لبنان و همه منطقه است… این گروه توشه نظامی‌اش را افزایش می‌دهد که می‌تواند به درگیری با اسرائیل منتهی شود… حزب‌الله لبنان در حال حاضر با پشتیبانی ایران در سوریه حضور دارد و به جنایت‌هایی در آنجا دست می‌زند.».
ترامپ در این دیدار از نقش لبنان در نبرد با داعش سپاسگزاری کرد و گفت: «این کشور در صف نخست مبارزه با داعش، القاعده و حزب‌الله قرار دارد. … لبنان از ۲۰۱۴ که داعش ظهور کرد تلاش کرد جلوی آنها بایستد. ارتش آمریکا مفتخر است که به لبنان برای ادامه این مبارزه کمک کند.»
سعد حریری نیز در نشست خبری مشترک با دونالد ترامپ، از آمریکا برای پشتیبانی از کشورش لبنان سپاسگذاری کرد و گفت: «لبنان تلاش خواهد کرد همچنان میزبان سوری‌های پناهجو باشد که در حال حاضر بیش از سه میلیون نفر هستند.»

## کناره‌گیری
در ژوئن ۲۰۱۹ دولت سعد حریری به دلیل جبران کمبود بودجه ۳/۵ میلیارد دلاری و دریافت میلیاردها دلار کمک خارجی، دست به اجرای سیاست‌های ریاضت اقتصادی چون کاهش هزینه‌های خدمات عمومی زد. در اکتبر ۲۰۱۹ برای تماس تلفنی از طریق پیام‌رسان فوری رایگان واتس‌اپ، مالیات وضع کرد. این کار به آغاز اعتراضات ۲۰۲۰–۲۰۱۹ لبنان انجامید. دولت سعد حریری با عقب‌نشینی از این کار، اعلام کرد که راه اصلاحات اقتصادی را پیش خواهد گرفت. اما مردم به اعتراض خود ادامه دادند؛ بنابراین سعد حریری در ژانویه ۲۰۲۰ از جایگاه خود، کناره‌گیری کرد.

## افتخارات
در سال ۲۰۰۷، ژاک شیراک، رئیس‌جمهور فرانسه، به سعد حریری، نشان لژیون دونور اهدا کرد.

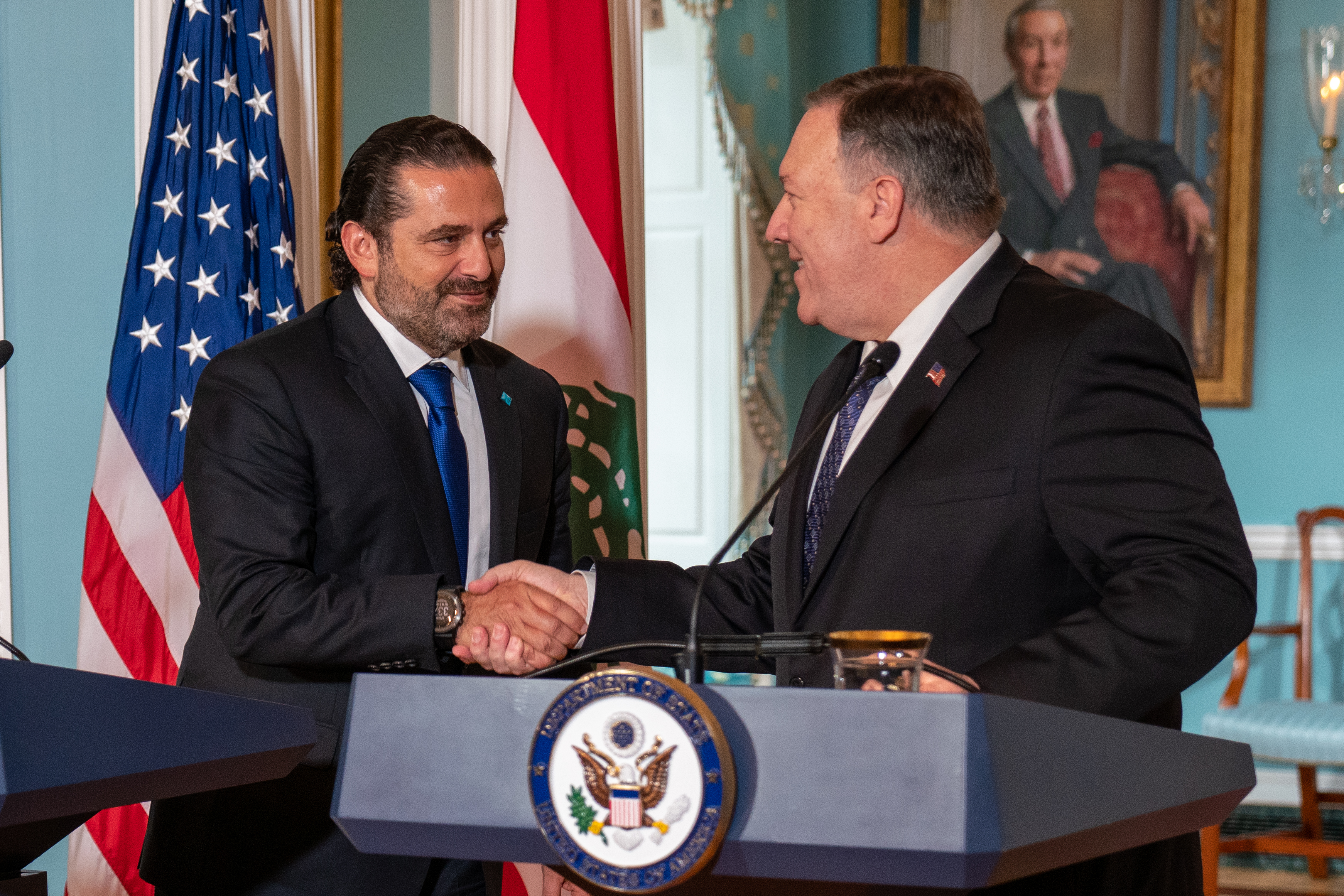
دیدار با مایک پومپئو (۱۵ اوت ۲۰۱۹)

## زندگی شخصی
سعد حریری ثمرهٔ نخستین ازدواج رفیق حریری با نضال بستانی عراقی الاصل است.
حریری دارای تابعیت لبنان، عربستان سعودی، و فرانسه است. او در سال ۱۹۹۸ با لارا بشیر ال عظم ازدواج کرد که از یک خانواده معتبر سوریه‌ای است. او سه فرزند حسام (زاده ۱۹۹۹)، لؤلؤ (زاده ۲۰۰۱) و عبدالعزیز (زاده ۲۰۰۵) دارد.
سعد حریری به دلیل مسائل امنیتی، از سال ۲۰۱۱ در پاریس، فرانسه زندگی می‌کرد. اما در ۸ اوت ۲۰۱۴ به لبنان بازگشت.
مجله فوربس ثروت وی را در سال ۲۰۰۶ برابر ۴٫۱ میلیارد دلار آمریکا برآورد کرده و او را در رده صد و پنجاه و هشتم ثروتمندترین انسان‌های جهان قرار داد. او سهامدار اصلی سعودی اوجیه است. سعد حریری در سال ۲۰۱۱، ۵۹۵مین ثروتمند جهان با ارزش خالص ۲ میلیارد دلار بود و در سال ۲۰۱۶ به رده ۱۲۷۵مین ثروتمند جهان با ثروت ۱٫۱۴ میلیارد دلار کاهش پیدا کرد.

## ادعای اعتیاد
وبگاه ویکی‌لیکس سندی را افشا کرده که نشان می‌دهد سعد حریری به مواد مخدر از جمله کوکایین و حشیش اعتیاد دارد و همین مسئله باعث اضطراب‌های فکری و عدم تمرکز دائمی وی می‌شود. متن سند در تاریخ ۶ ژوئیه ۲۰۰۶ در بیروت به شماره 06BEIRUT2291 از طرف جفری فلتمن سفیر آن هنگام آمریکا فرستاده شده‌است. سعد حریری در هنگام تحصیل در دانشگاه جرج‌تاون اعتیاد به مواد مخدر پیدا کرده تا جایی که این مسئله، تأثیر منفی بر تحصیل وی به جا گذاشته بود.

## دیدگاه ها
- در پی ترور سید حسن نصرالله، حریری در ایکس نوشت: «این اقدام بزدلانه، لبنان و منطقه را وارد مرحله جدیدی از خشونت و درگیری کرده است. خداوند سید حسن نصرالله را رحمت کند و به خانواده و همراهان ایشان صمیمانه تسلیت می گویم. ما با نصرالله و حزبش اختلاف داشتیم و زیاد همدیگر را ملاقات نکردیم. در این مرحله بسیار دشوار، وحدت و همبستگی ما بالاتر از همه احزاب، فرقه ها و منافع است. کاهش درد و رنج مردم ما یک اولویت ملی است، نه حزبی، فرقه‌ای یا گروهی. حفظ لبنان به عنوان وطن، تنها با اتحاد همه ما محقق می شود. آنچه اکنون از همه خواسته می شود این است که برای رساندن کشورمان به ساحل امن، اختلافات و خودخواهی ها کنار گذاشته شود.»[۴۷]